# チャールズ・ムーア
チャールズ・H・ムーア（Charles H. Moore、1938年 - 、アメリカ人）は、プログラミング言語Forthの設計・開発者。愛称としてチャック・ムーアとも呼ばれる。

## 経歴
1968年、カーペット製造会社のプログラマであったムーアは、当時使用していた IBM 1130 で、Forthの基となった最初のプログラムを走らせた。1970年、次の転職先である国立電波天文台 (NRAO) で現在のForthの基本的なスタイルを確立し、電波望遠鏡の制御に使用した。1971年、エリザベス・ラザーと共に FORTH, Inc. を創業。最初のForthを使ったソリューションを提供する会社であり、今も継続している。1970年代、Forthを数十のアーキテクチャに移植した。
1980年代になると、CPU設計に興味を移し、いくつかのスタックマシン型マイクロプロセッサを開発し、その過程でマイクロプロセッサ関連の特許をいくつか取得した。低消費電力で高性能な設計を特徴としている。Forthアーキテクチャの代替も研究し、自身の設計したチップの機械語に近い cmForth や machine Forth を考案している。これらを発展させ、1996年に IBM PC 上の colorForth が生まれた。
1983年、Novix, Inc. を創業し、NC4000 プロセッサを開発。その設計をハリス・コーポレーションにライセンス供与し、同社が放射線耐性を強化したプロセッサ RTX2000 として販売し、NASAの様々なミッションで使われた。1985年、自身のコンサルティング会社 Computer Cowboys で Sh-Boom というプロセッサを開発。従来のCADソフトウェアの制約に対処した独自のVLSI用CADシステム OKAD の開発を1990年から開始。それを使ってマルチコアの最小命令セットコンピュータ (MISC) チップを開発した（1990年の MuP21 と1993年の F21）。
1995年、初期のインターネット・アプライアンス企業の1つ iTv Corp を創業。そこで新たなカスタムチップ i21 を設計した。
Forthの方言の1つである colorForth は、上述のCADシステム OKAD のスクリプト言語として開発された。2001年、OKAD全体をcolorForthで書き直し、それを使って c18 というプロセッサを設計した。
2005年、ムーアの設計したチップを製造販売する IntellaSys を共同で創業し、CTOに就任。seaForth-24 マルチコアプロセッサなどを製品化した。
2009年、GreenArrays, Inc. を共同創業してCTOに就任。GA4 や GA144 といったチップを製品化している。

## 著作
- "History of Programming Languages, Volume 2" (excerpt) 1996, ISBN 0-201-89502-1